# Gare de Maxonchamp
La gare de Maxonchamp était une gare ferroviaire française de la ligne d'Épinal à Bussang, située sur le territoire de la commune de Rupt-sur-Moselle, dans le département des Vosges en Lorraine.
La commune est desservie par un service de cars TER Lorraine (Ligne 8).

## Situation ferroviaire
Établie à 413 mètres d'altitude, la gare de Maxonchamp était située au point kilométrique (PK) 36,575 de la ligne d'Épinal à Bussang, entre les gares de Hielle (fermée) et de Rupt-sur-Moselle (fermée). 

## Histoire
La section de ligne, entre Remiremont (gare ouverte la plus proche) et l'ancien terminus de Bussang, déclassée le 15 novembre 1993 du PK 27,607 au PK 60,302 (ancienne extrémité), est déferrée et devenue la voie verte des Hautes-Vosges.

## Service des voyageurs
Il n'y a plus de desserte ferroviaire, la gare la plus proche est Remiremont. Un service de cars TER Lorraine (ligne 8 : Remiremont - Bussang) dessert la commune.